# Плајнфелд
Плајнфелд (њем. Pleinfeld) град је у њемачкој савезној држави Баварска. Једно је од 27 општинских средишта округа Вајсенбург-Гунценхаузен. Према процјени из 2010. у граду је живјело 7.248 становника. Посједује регионалну шифру (AGS) 9577161.

## Географски и демографски подаци
Плајнфелд се налази у савезној држави Баварска у округу Вајсенбург-Гунценхаузен. Град се налази на надморској висини од 382 метра. Површина општине износи 71,4 km². У самом граду је, према процјени из 2010. године, живјело 7.248 становника. Просјечна густина становништва износи 102 становника/km².